# NJPW The New Beginning USA
NJPW The New Beginning USA es una serie de eventos producidos por la empresa de lucha libre profesional New Japan Pro-Wrestling que tienen lugar en Estados Unidos. El evento tomó el nombre de The New Beginning, debido a que coincidía con el evento The New Beginning in Sapporo en Japón.

## Fechas y lugares
| Evento                     | Fecha                         | Lugar                        | Estadio                  | Asistencia                                                                          | Evento principal                                                               |               |
| -------------------------- | ----------------------------- | ---------------------------- | ------------------------ | ----------------------------------------------------------------------------------- | ------------------------------------------------------------------------------ | ------------- |
| The New Beginning USA 2019 | 30 de enero de 2019           | Los Ángeles, California      | Globe Theatre            | 531                                                                                 | Juice Robinson & Tracy Williams vs. Beretta & Rocky Romero                     | [ 2 ]         |
| 1 de febrero de 2019       | Charlotte, Carolina del Norte | Grady Cole Center            | 969                      | Juice Robinson vs. Beretta                                                          | [ 3 ]                                                                          |               |
| 2 de febrero de 2019       | Nashville, Tennessee          | War Memorial Auditorium      | 618                      | Juice Robinson, David Finlay & Tracy Williams vs. Beretta, Chuckie T & Rocky Romero | [ 4 ]                                                                          |               |
| The New Beginning USA 2020 | 24 de enero de 2020           | San Petersburgo, Florida     | St. Petersburgh Coliseum | 863                                                                                 | Rocky Romero, Hiroshi Tanahashi, David Finlay y Juice Robinson vs. Bullet Club | [ 6 ]         |
| 26 de enero de 2020        | Nashville, Tennessee          | War Memorial Auditorium      | 560                      | Rocky Romero, David Finlay y Juice Robinson vs. Bullet Club                         | [ 7 ]                                                                          |               |
| 27 de enero de 2020        | Durham, Carolina del Norte    | Durham Armory                | 637                      | YOSHI-HASHI, Hiroshi Tanahashi, David Finlay y Juice Robinson vs. Bullet Club       | [ 8 ]                                                                          |               |
| 30 de enero de 2020        | Pembroke Pines, Florida       | Charles F. Dodge City Center | 525                      | Rocky Romero, Hiroshi Tanahashi, David Finlay y Juice Robinson vs. Bullet Club      | [ 9 ]                                                                          |               |
| 1 de febrero de 2020       | Atlanta, Georgia              | Coca-Cola Roxy               | 855                      | David Finlay & Juice Robinson vs. Tama Tonga & Tanga Loa                            | [ 10 ]                                                                         |               |
| The New Beginning USA 2021 | 19 de febrero de 2021         | Port Hueneme, California     | Oceanview Pavilion       | -                                                                                   | El Phantasmo vs. Lio Rush                                                      | [ 11 ]        |
| 26 de febrero de 2021      | Jon Moxley vs. KENTA          | [ 12 ]                       |                          |                                                                                     |                                                                                |               |
| The New Beginning USA 2022 | 15 de enero de 2022           | Seattle, Washington          | Washington Hall          | 516                                                                                 | Jay White vs. Jay Lethal                                                       | [ 13 ] [ 14 ] |

## Ediciones

### 2019

#### The New Beginning USA in Los Angeles
En paréntesis se indica el tiempo de cada combate:
- Alex Coughlin y Clark Connors empataron sin resultado (10:00).
  - El encuentro resultó en empate cuando superó el tiempo de límite de los 10 minutos reglamentarios.
- Jonathan Gresham derrotó a Tyler Bateman (11:36).
  - Gresham cubrió a Bateman después de un «Modified Jackknife Cover».
- Colt Cabana derrotó a Shane Taylor (10:22).
  - Cabana cubrió a Taylor después de un «Clutch Hold».
- Killer Elite Squad (Davey Boy Smith Jr. & Lance Archer) derrotaron a Villain Enterprises (Brody King & Marty Scurll) (13:09).
  - Archer cubrió a King después de un «Killer Bomb».
- Jeff Cobb derrotó a Karl Fredericks (6:57).
  - Cobb cubrió a Fredericks después de un «Tour of the Island».
- David Finlay derrotó a Chuckie T en un No Disqualification Match (15:31).
  - Finlay cubrió a Chuckie T después de un «Trash Panda».
- Lifeblood (Juice Robinson & Tracy Williams) derrotaron a Roppongi Vice (Beretta & Rocky Romero) (32:20).
  - Robinson cubrió a Romero después de un «Pulp Friction».

#### The New Beginning USA in Charlotte
En paréntesis se indica el tiempo de cada combate:
- Karl Fredericks y Clark Connors empataron sin resultado (10:00).
  - El encuentro resultó en empate cuando superó el tiempo de límite de los 10 minutos reglamentarios.
- John Skyler y Colt Cabana derrotaron a Shane Taylor y Lance Archer (10:13).
  - Cabana cubrió a Taylor después de un «Clutch Hold».
- Great-O-Kharn derrotó a Tracer X (8:57).
  - Kharn cubrió a Tracer después de un «Iron Claw Slam».
- Villain Enterprises (Brody King & Marty Scurll) derrotaron a Jonathan Gresham y Jeff Cobb (13:46).
  - King cubrió a Gresham después de un «Modified Piledriver».
- Davey Boy Smith Jr. derrotó a Alex Coughlin (10:08).
  - Smith cubrió a Coughlin después de un «Bulldog Bomb».
- Lifeblood (Tracy Williams & David Finlay) derrotaron a CHAOS (Chuckie T & Rocky Romero) (17:08).
  - Williams forzó a Chuckie T a rendirse con un «Cross Face».
- Juice Robinson derrotó a Beretta y retuvo el Campeonato Peso Pesado de los Estados Unidos de la IWGP (27:29).
  - Robinson cubrió a Beretta después de un «Pulp Friction».

#### The New Beginning USA in Nashville
En paréntesis se indica el tiempo de cada combate:
- Karl Fredericks derrotó a Alex Coughlin (9:48).
  - Fredericks forzó a Coughlin a rendirse con un «Boston Crab».
- Shane Taylor y Lance Archer derrotaron a Jonathan Gresham y Colt Cabana (11:12). 
  - Taylor cubrió a Cabana después de un «Modified Piledriver».
- Great-O-Kharn derrotó a Harlem Bravado (10:34).
  - Kharn cubrió a Bravado después de un «Iron Claw Slam».
- Marty Scurll derrotó a Clark Connors (13:51).
  - Scurll forzó a Connors a rendirse con un «Cross Face Chicken Wing».
- Jeff Cobb derrotó a Brody King (22:27).
  - Cobb cubrió a King después de un «Tour of the Island».
- Lifeblood (Tracy Williams, David Finlay & Juice Robinson) derrotaron a CHAOS (Rocky Romero, Chuckie T & Beretta) en un Tag Team Elimination Match (31:26).
  - Finlay eliminó a Chuckie T después de lanzarlo por encima de la tercera cuerda.
  - Romero eliminó a Williams después de lanzarlo por encima de la tercera cuerda.
  - Finlay cubrió a Beretta después de un «Trash Panda».
  - Romero eliminó a Finlay después de lanzarlo por encima de la tercera cuerda.
  - Robinson cubrió a Romero después de un «Pulp Friction».

### 2020

#### The New Beginning USA in Tampa
En paréntesis se indica el tiempo de cada combate:
- Misterioso derrotó a Clark Connors (7:46).
  - Misterioso cubrió a Connors después de un «Back Cracker».
- Yuji Nagata y Satoshi Kojima derrotaron a Alex Coughlin y Ren Narita (11:25).
  - Nagata cubrió a Coughlin después de un «Backdrop Hold».
- Colt Cabana y Toru Yano derrotaron a Karl Fredericks y TJP (10:48).
  - Cabana cubrió a Fredericks con un «Superman Pin».
- Jeff Cobb derrotó a Alex Zayne (11:05).
  - Cobb cubrió a Zayne después de un «Tour of the Island».
- Lance Archer derrotó a YOSHI-HASHI (12:09).
  - Archer cubrió a YOSHI-HASHI con un «EBD Claw».
- Rocky Romero, Hiroshi Tanahashi, David Finlay y Juice Robinson derrotaron a Bullet Club (Chase Owens, Yujiro Takahashi, Tanga Loa & Tama Tonga) en un Tag Team Elimination Match (25:22).
  - Owens cubrió a Romero después de un «Apeshit» de Loa.
  - Finlay eliminó a Loa después de lanzarlo por encima de la tercera cuerda.
  - Tonga eliminó a Finlay después de lanzarlo por encima de la tercera cuerda.
  - Robinson eliminó a Tonga después de lanzarlo por encima de la tercera cuerda.
  - Owens eliminó a Robinson después de lanzarlo por encima de la tercera cuerda.
  - Tanahashi eliminó a Owens después de lanzarlo por encima de la tercera cuerda.
  - Tanahashi cubrió a Yujiro después de un «High Fly Flow».

#### The New Beginning USA in Nashville
En paréntesis se indica el tiempo de cada combate:
- Misterioso y Alex Zayne derrotaron a Alex Coughlin y Ren Narita (9:46).
  - Zayne cubrió a Coughlin después de un «Shooting star Double knee drop».
- YOSHI-HASHI derrotó a Karl Fredericks (8:48).
  - YOSHI-HASHI forzó a Fredericks a rendirse con un «Butterfly Lock».
- Colt Cabana y Toru Yano derrotaron a Clark Connors y TJP (13:22).
  - Cabana cubrió a Connors con un «Superman Pin».
- Jeff Cobb derrotó a Satoshi Kojima (10:02).
  - Cobb cubrió a Kojima después de un «Tour of the Islands».
- Lance Archer derrotó a Yuji Nagata (11:16).
  - Archer cubrió a Nagata con un «EBD Claw».
- Hiroshi Tanahashi derrotó a Yujiro Takahashi (10:38).
  - Tanahashi cubrió a Yujiro después de un «High Fly Flow».
- Rocky Romero, David Finlay y Juice Robinson derrotaron a Bullet Club (Chase Owens, Tanga Loa & Tama Tonga) (13:52).
  - Romero cubrió a Owens con un «Schoolboy».

#### The New Beginning USA in Raleigh
En paréntesis se indica el tiempo de cada combate:
- Yujiro Takahashi derrotó a Misterioso (9:27).
  - Yujiro cubrió a Misterioso con un «Pimp Juice».
- Yuji Nagata y Satoshi Kojima derrotaron a Alex Coughlin y TJP (12:08).
  - Nagata cubrió a Coughlin con un «Backdrop Hold».
- Rocky Romero, Colt Cabana y Toru Yano derrotaron a Alex Zayne y The Rock 'n' Roll Express (Robert Gibson & Ricky Morton) (10:41).
  - Yano cubrió a Zayne con un «Schoolboy».
- Jeff Cobb derrotó a Clark Connors (6:28).
  - Cobb cubrió a Connors después de un «Tour of the Islands».
- Lance Archer derrotó a Ren Narita (7:39).
  - Archer cubrió a Narita con un «EBD Claw».
- YOSHI-HASHI, Hiroshi Tanahashi, David Finlay y Juice Robinson derrotaron a Bullet Club (Jado, Chase Owens, Tanga Loa & Tama Tonga) (16:49).
  - Tanahashi forzó a Jado a rendirse con un «Texas Clover Hold».

#### The New Beginning USA in Miami
En paréntesis se indica el tiempo de cada combate:
- Yuji Nagata y TJP derrotaron a Misterioso y YOSHI-HASHI (10:55).
  - Nagata cubrió a Misterioso después de un «Backdrop Hold».
- Satoshi Kojima derrotó a Alex Coughlin (7:56).
  - Kojima cubrió a Coughlin después de un «Lariat».
- Colt Cabana y Toru Yano derrotaron a The Rock 'n' Roll Express (Robert Gibson & Ricky Morton) (7:17).
  - Cabana cubrió a Gibson con un «Schoolboy».
- Jeff Cobb derrotó a Ren Narita (6:06).
  - Cobb cubrió a Narita después de un «Tour of the Islands».
- Lance Archer derrotó a Alex Zayne (13:17).
  - Archer cubrió a Zayne con un «EBD Claw».
- FinJuice (David Finlay & Juice Robinson) derrotaron a Bullet Club (Chase Owens & Yujiro Takahashi) por descalificación (8:34).
  - Owens & Yujiro fueron descalificados después de que Tama Tonga y Tanga Loa atacaran a Finlay & Robinson.
  - El Campeonato en Parejas de la IWGP de FinJuice no estaba en juego.
- Rocky Romero, Hiroshi Tanahashi, David Finlay y Juice Robinson derrotaron a Bullet Club (Tanga Loa, Tama Tonga, Chase Owens & Yujiro Takahashi) (12:14).
  - Tanahashi cubrió a Yujiro después de un «High Fly Flow».

#### The New Beginning USA in Atlanta
En paréntesis se indica el tiempo de cada combate:
- Yuji Nagata y Satoshi Kojima derrotaron a Alex Coughlin y Ren Narita (10:57).
  - Nagata cubrió a Coughlin después de un «Backdrop Hold».
- YOSHI-HASHI derrotó a Misterioso (10:57).
  - YOSHI-HASHI forzó a Misterioso a rendirse con un «Butterfly Lock».
- Colt Cabana y Toru Yano derrotaron a Bullet Club (Jado & Yujiro Takahashi) (9:40).
  - Cabana cubrió a Jado con un «Schoolboy».
- Chase Owens derrotó a Rocky Romero (17:37).
  - Owens cubrió a Romero después de un «Package Driver».
- The Rock 'n' Roll Express (Robert Gibson & Ricky Morton) y Hiroshi Tanahashi derrotaron a Clark Connors, Alex Zayne y TJP (13:19).
  - Tanahashi cubrió a Connors después de un «High Fly Flow».
- Jeff Cobb derrotó a Lance Archer (17:55).
  - Cobb cubrió a Archer después de un «Tour of the Islands».
- Guerrillas of Destiny (Tama Tonga & Tanga Loa) (con Jado) derrotaron a FinJuice (David Finlay & Juice Robinson) y ganaron el Campeonato en Parejas de la IWGP (18:44).
  - Tonga cubrió a Finlay después de golpearlo con uno de los títulos sin que el árbitro se diera cuenta.

### 2021
The New Beginning USA 2021 fue un especial de televisión que se transmitió el 19 y 26 de febrero de 2021 por NJPW World como un episodio de NJPW Strong.

#### Resultados: 19 de febrero
En paréntesis se indica el tiempo de cada combate:
- Adrian Quest, Misterioso y Rocky Romero derrotaron a Barrett Brown, Rey Horus y The DKC (10:13).
  - Romero forzó a Brown a rendirse con un «Diablo Armbar».
- Fred Rosser derrotó a Hikuleo (10:40).
  - Rosser cubrió a Hikuleo después de un «Backslide».
- El Phantasmo derrotó a Lio Rush (14:05).
  - Phantasmo cubrió a Rush después de un «Sudden Death».

#### Resultados: 26 de febrero
En paréntesis se indica el tiempo de cada combate:
- Logan Riegel, Sterling Riegel, ACH y Brody King derrotaron a The DKC, Kevin Knight, Clark Connors y TJP (8:36).
  - ACH cubrió a DKC después de un «Vertical Drop Brainbuster».
- Ren Narita derrotó a Chris Dickinson (7:51).
  - Narita forzó a Dickinson a rendirse con un «Narita Special #3».
- Jon Moxley derrotó a KENTA y retuvo el Campeonato Peso Pesado de los Estados Unidos de la IWGP (14:25). 
  - Moxley cubrió a KENTA después de un «Death Rider».

### 2022
The New Beginning USA 2022 fue un especial de televisión grabado el 15 de enero de 2022 que se transmitió los días 5, 12, 19 y 26 de febrero por NJPW World como episodios de NJPW Strong.

#### Resultados: 5 de febrero
En paréntesis se indica el tiempo de cada combate:
- Brody King derrotó a Yuya Uemura (12:56).
  - King cubrió a Uemura después de un «Gonzo Bomb».
- Roppongi Rush (Lio Rush & Rocky Romero) derrotaron a West Coast Wrecking Crew (Royce Isaacs & Jorel Nelson) (10:52).
  - Romero forzó a Isaacs a rendirse con un «Diablo Armbar».
  - Después de la lucha, WCWC atacaron a Rush y Romero.
- Clark Connors derrotó a TJP (18:19).
  - Connors cubrió a TJP después de un «Trophy Kill».

#### Resultados: 12 de febrero
En paréntesis se indica el tiempo de cada combate:
- Hikuleo derrotó a Cody Chhun (8:32).
  - Hikuleo cubrió a Chhun después de un «Chokeslam».
- Josh Barnett derrotó a Ren Narita (10:37).
  - Barnett forzó a Narita a rendirse con un «Armbar».
- FinJuice (Juice Robinson & David Finlay) derrotaron a JONAH y Bad Dude Tito (12:26).
  - Finlay cubrió a Tito con un «Roll-Up».

#### Resultados: 19 de febrero
En paréntesis se indica el tiempo de cada combate:
- Midnight Heat (Ricky Gibson & Eddie Pearl) derrotaron a Kevin Knight y The DKC (9:18).
  - Gibson cubrió a Knight después de un «Sunset Flip».
- Fred Rosser venció a Gabriel Kidd (14:52). 
  - Rossser cubrió a Kidd con un «Roll-Up».
- Jay White derrotó a Jay Lethal (20:07).
  - White cubrió a Lethal después de un «Blade Runner».

#### Resultados: 26 de febrero
En paréntesis se indica el tiempo de cada combate:
- Karl Fredericks derrotó a Ethan HD (11:51).
  - Fredericks cubrió a Ethan HD después de un «Manifest Destiny».
- El Phantasmo derrotó a Matt Rehwoldt (9:45).
  - El Phantasmo cubrió a Rehwoldt después de un «Springboard Senton», seguido de un «Moonsault».
- Tom Lawlor (con Royce Isaacs y Jorel Nelson) derrotó a Taylor Rust y retuvo el Campeonato de Peso Abierto STRONG (19:11).
  - Lawlor forzó a Rust a rendirse con un «Rear Naked Choke».
  - Después de la lucha, Clark Connors confrontó a Lawlor.